# Forest Silence
Forest Silence egy magyar black metal zenekar, amely 1996-ban alakult Szombathelyen. Alapító és egyben egyetlen megmaradt tag, Winter (Horváth Roland) a Sear Bliss side projektjeként alapította meg. Először dark ambient együttesnek indult, de amikor Winter fő projektjévé vált, atmoszférikus ambient black metal lett a pontos stílusmeghatározása.

## Tagok

### Jelenlegi tagok
- Winter (Horváth Roland) – ének, összes hangszer (1996–)

### Korábbi tagok
- András Nagy – basszusgitár

## Diszkográfia

### Nagylemezek
- Philosophy of Winter (2006)

### Demók
- The 3rd Winter (1997)
- Winter Circle (2000)
- The Eternal Winter (2002)

### EP-k
- Winter Ritual (2010)

### Válogatásalbumok
- The Third Winter / Winter Circle (2013)